# Джора Мормонт
Джора Мормонт (англ. Jorah Mormont) — персонаж серії фентезі-романів «Пісня Льоду та полум'я» американського письменника Джорджа Р. Р. Мартіна. З'являється в книгах Гра престолів (1996), «Битва королів» (1998), «Буря мечів» (2000), «Танець з драконами» (2011) та «Вітри зими».
У телесеріалі «Гра престолів» роль Джора Мормонта грає шотландський актор Ієн Глен. Незважаючи на те, що в книгах Джора Мормонт не є центральним персонажем, в серіалі Джора Мормонт є основним персонажем.

## Роль в сюжеті[1]

### Гра Престолів
У Пентосі Джора Мормонт склав присягу Вісерису Таргарієну. Після смерті Вісериса він продовжував служити його сестрі Дейнеріс Таргарієн. Однак служба сера Джора Мормонта мала й інший бік: перед складанням присяги Вісерису Джора налагодив зв'язок з лордом Вейрисом і став шпигуном Залізного Трону, регулярно доповідаючи в Королівську Гавань про всю діяльність брата і сестри Таргарієнів.
Він постійно перебував поруч з Дейнеріс і врятував їй життя, захистивши від вбивці-отруйника в Веєс Дотрак, втім, він зробив це не тільки з власної ініціативи, але і за наказом Вейриса. Коли кхал Дрого був смертельно поранений і Дейнеріс спробувала вилікувати його за допомогою проведеного меєгою Міррі Маз Дуур темного ритуалу, Джора захищав обох «відьом» від кровних вершників Дрого. Після смерті Дрого Джора приніс присягу вже Дейнеріс і став першим лицарем її власної Королівської Гвардії.

### Битва Королів
З часом у Джора Мормонта розгорілося нерозділене кохання до Дейнеріс, яке змусило його перестати посилати звіти в Королівську Гавань. Втім, він зважився на це з великим запізненням, останній лист було відправлено вже з Кварти. Трохи пізніше він запропонував Дені стати його дружиною, але отримав відмову. Його любов до неї мала і зворотну сторону, він ревнував кхалісі до всіх чоловіків, які її оточували, і постійно застерігав її проти них (частина його побоюваннь справдилися). Саме він порадив Дейнеріс створити власну армію, купивши в Астапорі Бездоганних, щоб більше не залежати від заступників.

### Буря Мечів
Зрештою в кампанії по завоюванню Берега Рабовласників, перед самим штурмом Мієрину сер Барристан Селмі повідомив Дейнеріс, що Джора довгі роки був шпигуном. Розгнівана Дейнеріс відправила і Селмі, і Джора на самовбивчу місію — проникнути у місто через міську клоаку і підняти повстання серед рабів. Лицарі-вигнанці своє завдання виконали успішно. Дейнеріс пробачила сера Селмі і прийняла його на службу, Джора ж не попросив вибачення, а зажадав його, і отримав відмову. Незабаром він покинув табір Дейнеріс.

### Танок з драконами
Джора Мормонт і Тиріон Ланністер несподівано один для одного зіткнулися ніс до носа в борделі Селориса. Примітно, що обрана Джора повія витончена, срібноволоса і зовні нагадує Дейнеріс. Мормонт схопив Тиріона і закував у ланцюги, обіцяючи доставити його до королеви. Тиріон спочатку вважав, що мова про Серсею Ланністер, що для нього означало смерть, і всіляко намагався втекти від Джора Мормонта — безуспішно. Однак Мормонт віз його не в Вестерос, а в Мієрин — до Дейнеріс Таргарієн, сподіваючись повернути прихильність королеви. Суходолом вони дісталися до Волантіса, де Мормонт домовився з вдовою Вогарро, яка знайшла їм місце на кораблі «Селасорі Кхоран», що йде в Кварт. До них приєдналася карлиця Пенні, яка звинувачувала Тиріона в загибелі свого брата; на цьому ж кораблі плив червоний жрець Мокорро.
На «Селасорі Кхоран» Джора Мормонт годинами стояв на носі корабля, чекаючи швидкої зустрічі з королевою. Вони з Тиріоном жили в одній каюті; під час бурі, яка ледь не погубила судно, Джора сильно напився. Хоча між лицарем та карликом зав'язалося щось на зразок дружби, коли Тиріон викрив нинішній стан лицаря, Мормонт розізлився і вибив Тиріону зуб. Втім, надалі він вів себе так, ніби між ними не відбулося жодної сварки.
Новий шторм ледь не знищив корабель; у ньому «Селасорі Кхоран» втратила частину команди і пасажирів, включаючи Мокорро, і залишився дрейфувати в море. Дрейф тривав дев'ятнадцять днів; Джора Мормонт нудьгував і без кінця точив меч. Нарешті, їх підібрав корабель — юнкайський капер, люди з якого мали намір продати всіх захоплених в рабство. Лицарю вдається вбити трьох супротивників, перш ніж його оглушили: бійця можна було дорого продати в якості гладіатора.
Джора Мормонт виявився непокірним і буйним рабом, який не бажав змиритися зі своїм новим статусом; його постійно били, тримали в ланцюгах і нанесли на щоку клеймо у вигляді голови демона (небезпечний, непокірний раб). Тиріон, шкодуючи лицаря, умовив Няньку — наглядача над рабами, який купив обох карликів у Юрхаза з Юнзака, — купити і Джора Мормонта теж, на роль «ведмедя», який викрадає прекрасну діву в поданні. Цю роль Мормонт грав, хоча і вкрай неохоче. Він вже не намагався втекти, але ігнорував накази або відповідав на них прокльонами; Нянька велів тримати його в залізній клітці і щовечора бити.
Коли епідемія блідої кобилиці, що бушує в юнкайському таборі, залишила рабів без панів і наглядачів, Тиріон наважився перебігти до загону найманців з Молодших Синів і привів до них Пенні і Джора Мормонта. Бурий Бен Пламм і його люди були здивовані поверненню лицаря, однак взяли його в загін.

### Вітри зими
У книзі «Вітри зими» він разом з Тиріоном Ланністером перебуває в складі мієринських найманців, які намагаються перейти на бік військ Дейнеріс Таргарієн.

## В екранізації[2]
У телесеріалі «Гра престолів» роль Джора Мормонта грає шотландський актор Ієн Глен.

#### Другий сезон
У багато чому образи Джора Мормонта з книги і з серіалу подібні. Відмінності починають з'являтися з другого сезону (перебування в Кварті). У серіалі Куейта розмовляє на базарі Кварта не з Дейнеріс Таргарієн, а лише з Джора Мормонтом, роблячи йому те ж саме застереження, що і в книзі («Бо дракони — це вогонь, наділений плоттю, а вогонь — це влада»).

#### Третій сезон
У третьому сезоні відсутні сцени конфлікту з Дейнеріс на ґрунті його любові до неї.

#### Четвертий сезон
У четвертому сезоні Джора Мормонт не бере участі разом з Барристаном Селмі у спробі проникнення в Мієрин по каналізації для організації повстання рабів, замість них цим займається Сірий Хробак зі своїми людьми. Також Джора присутній на засіданні ради Дейнеріс і доповідає про події в Астапорі (захоплення влади Королем-М'ясником) і Юнкаї (відновлення влади панів) і заявляє, що з поточними силами вони можуть захопити Королівську Гавань, але весь Вестерос їм захопити буде важко. Присутній на прийомі прохачів. На засіданні Малої ради Вейрис заявляє Тайвіну Ланністеру, що Джора Мормонт більше на нього не працює і повністю відданий своїй королеві. Згадується, що до того, як вступити на службу до Таргариєнів, сер Джора служив у загоні Золотих мечів. З метою розколоти ряди Дейнеріс Тайвін Ланністер пише нове королівське помилування від імені Роберта Баратеона для сера Джора і відправляє його в Мієрин Барристану Селмі. Після пояснень з Дейнеріс Джора Мормонт виганяється.

#### П'ятий сезон
У п'ятому сезоні до ролі Мормонта додається частина сюжету Джона Коннінгтона, а саме подорож з Тиріоном через Смуток, але в серіалі його перенесли на руїни Валірії. Після Смутку Мормонт виявляє, що заразився сірої хворобою. Також після Смутку Тиріон повідомляє Джора про загибель його батька.
У 3 серії 5 сезону полонив в Волантісі Біса. Врятував Тиріона від кам'яних людей, але сам заразився сірої хворобою. Був схоплений разом з Бісом людьми работоргівця Малко. Його продали работорговцю з Юнкая і пізніше в бойцовій ямі Мієрину представив Дейнеріс Тиріона. Був вдруге вигнаний королевою Мієрину і пізніше повернувся до Єззану в якості бійця. У 9 серії 5 сезону став переможцем у сутичці бійців в Ямі Дазнака, але пізніше взяв участь у сутичці з Дітьми Гарпії і став свідком польоту Дейнеріс на Дрогоні. Вирушив разом з Дааріо на пошуки Дейнеріс.

#### Шостий сезон
На  початку 6 сезону знайшов разом з Дааріо кільце, яке впустила Дейнеріс в тому місці, де сама королева Мієрину опинилася в полоні у дотракійців. Здійснив невдалу спробу умовити Дааріо залишити всю зброю недалеко від священної столиці дотракійців. Пробрався разом з Дааріо в Ваес Дотрак, де був врятований ним від кровних вершників кхала Моро. Разом з Дааріо допоміг організувати підпал, в якому загинули кхали, які тримали Дейнеріс в полоні, а заразом і став на коліна перед Руйнівницею Ланцюгів. Розлучився з Дейнеріс через сіру хворобу.

#### Сьомий сезон
В 7 сезоні Джора Мормонт прибуває в Старомісто, щоб зупинити сіру хворобу, яка прогресує в його тілі.